# Metorchis conjunctus
Metorchis conjunctus är en plattmaskart. Metorchis conjunctus ingår i släktet Metorchis och familjen Opisthorchiidae. Inga underarter finns listade i Catalogue of Life.